# Hubert Maga
Hubert Maga (1916. augusztus 10. – 2000. május 8.) dahomeyi politikus, köztársasági elnök.

## Élete
Eredetileg tanító, majd iskolaigazgató volt. 1951. és 1958. között egyben francia nemzetgyűlési képviselő volt.
Maga a Dahomey-i Demokratikus Mozgalom nevű párt (franciául Rassemblement Démocratique du Dahomé) képviselője volt. Maga lett Dahomey (ma Benin) első köztársasági elnöke a Franciaországtól való függetlenség kikiáltása, 1960. augusztus 1. után. Köztársasági elnökké választása előtt egy éven át, a francia uralom végén, miniszterelnöke volt az országnak. 1963 októberében puccsal távolították el a hatalomból. Miután a háziőrizetből 1965-ben szabadult, 1970-ig tagja volt a rotációs elven működő, háromtagú elnöki tanácsnak, Sourou Migan Apithyvel és Justin Ahomadegbével együtt. Az utóbbi ragadta magához a hatalmat 1972-ben néhány hónapra, ám egy újabb puccs ugyanebben az évben október 26-án Mathieu Kérékou őrnagyot juttatta a köztársasági elnöki székbe. Ezután Hubert Magát bebörtönözték: 1981-ben szabadult.